# КК Черно море Варна
КК Черно море Варна (буг. БК Черно море Варна) је бугарски кошаркашки клуб из Варне. У сезони 2014/15. такмичи се у Кошаркашкој лиги Бугарске.

## Историја
Клуб је основан 1947. године. Прву титулу у националном првенству освојио је 1985. године, а касније је дошао до још две (у сезонама 1997/98. и 1998/99.). У периоду од 1998. до 2000. године нанизао је три трофеја у Купу Бугарске, а 2015. је и по четврти пут био победник тог такмичења.
Учествовао је у прва два издања регионалне Балканске лиге, а најбољи резултат остварио је у сезони 2009/10. пласманом у полуфинале.

## Успеси

### Национални
- Првенство Бугарске:
  - Првак (3): 1985, 1998, 1999.
  - Вицепрвак (7): 1990, 1991, 1996, 1997, 2000, 2006, 2009.

- Куп Бугарске:
  - Победник (4): 1998, 1999, 2000, 2015.

## Познатији играчи
- Славиша Копривица